# خیابان ببر و اژدها
خیابان ببر و اژدها (به چینی: 龍虎砵蘭街) که در ایالات متحده با عنوان خیابان خشم (به انگلیسی: Street of Fury) شناخته می‌شود، یک فیلم جنایی، دلهره‌آور و اکشن محصول سال ۱۹۹۶ سینمای هنگ کنگ به کارگردانی بیلی تانگ با بازی لوئیس کو و مایکل تسه است.

## داستان
این فیلم در مورد چند نوجوان به نام‌های هو و یو لانگ است که به‌طور مداوم قربانی باند محلی و رهبر آنها می‌شوند. پس از اینکه دوست دختر هو توسط چند نفر از اعضای باند مورد تجاوز قرار می‌گیرد، او برای تلافی به باند رقیب می‌پیوندد و …